# Club de Rugbi Bonanova
Club de Rugbi Bonanova (CR Bonanova) fou un club de rugbi barceloní fundat el 1969. Impulsat per alumnes del Col·legi La Salle Bonanova, feu el seu debut el 26 de gener d'aquell mateix any en el camp d’esports de La Salle i, posteriorment, disputà els seus partits al Camp de la Foixarda de Montjuïc. Competí en les competicions d'àmbit català i estatal, així com fou escola de formació de rugbi en categories inferiors. El 1985 es creà la secció de rugbi femení, essent la més destacada del club. Entre d'altres èxits, guanyà quatre Campionats de Catalunya, sis Copes Catalanes i és proclamà subcampió d'Espanya en tres ocasions (1992-93, 1993-94 i 1997-98). Per altra banda, moltes de les seves jugadores van participar amb la selecció catalana i foren internacionals amb la selecció espanyola. L'estiu de 2001 es fusionà amb el Club Esportiu Universitari.
Jugava amb uniforme a franges horitzontals blaves i blanques.

## Palmarès
- 3 Campionats de Catalunya de rugbi masculí: 1972-73, 1989-90 i 2000-01
- 4 Campionats de Catalunya de rugbi femení: 1992-93, 1994-95, 1995-96 i 1997-98
- 6 Copes Catalanes de rugbi femenina